# روبن فلوريس
روبن فلوريس (بالإسبانية: Ruben Flores)‏ (3 أكتوبر 1968 بمدينة مكسيكو في المكسيك - ) هو مدرب كرة قدم ولاعب كرة قدم مكسيكي في مركز الهجوم. لعب مع أتلانتي إف سي وBrampton Stallions ‏.

## وصلات خارجية
- روبن فلوريس على موقع قاعدة بيانات كرة القدم.إي يو (الإنجليزية)